# Dagamtenga-Peulh
Ne doit pas être confondu avec Dagamtenga.
Dagamtenga-Peulh est une localité située dans le département de Dialgaye de la province du Kouritenga dans la région Centre-Est au Burkina Faso.